# مارتن كريد
مارتن كريد (بالإنجليزية: Martin Creed)‏ هو رسام بريطاني، ولد في 21 أكتوبر 1968 في ويكفيلد في المملكة المتحدة.

## وصلات خارجية
- الموقع الرسمي
- مارتن كريد على موقع ديسكوغز (الإنجليزية)